# FC Vaduz
El FC Vaduz és un club de futbol de Liechtenstein que juga a la ciutat de Vaduz. Juga a la lliga suïssa de futbol.

## Història
El Fußball Club Vaduz va ser fundat el 4 de febrer de 1932 a Vaduz. L'any 1933, el Vaduz començà a jugar a Suïssa. Guanyà la seva primera Copa de Liechtenstein el 1949. Va disputar al primera divisió suïssa durant el període que anà de 1960 a 1973.

## Palmarès
- Copa de Liechtenstein de futbol: 50
  - 1949, 1952, 1953, 1954, 1956, 1957, 1958, 1959, 1960, 1961, 1962, 1966, 1967, 1968, 1969, 1970, 1971, 1974, 1980, 1985, 1986, 1988, 1990, 1992, 1995, 1996, 1998, 1999, 2000, 2001, 2002, 2003, 2004, 2005, 2006, 2007, 2008, 2009, 2010, 2011, 2013, 2014, 2015, 2016, 2017, 2018, 2019, 2022, 2023, 2024